# V-Rally 4
V-Rally 4 è un Simulatore di guida sviluppato dalla Kylotonn e pubblicato il 6 settembre 2018 da Bigben Interactive per le piattaforme PlayStation 4, Xbox One, Microsoft Windows e Nintendo Switch. È il quarto episodio della serie V-Rally, iniziato con V-Rally uscito nel 1997 e seguito da V-Rally 2 uscito nel 1999 e V-Rally 3 uscito nel 2002.